# David Harmon (zapaśnik)
David Harmon (ur. 10 lutego 1967) – irlandzki zapaśnik walczący w stylu wolnym. Olimpijczyk z Seulu 1988, gdzie zajął 24. miejsce w kategorii do 74 kg.

## Letnie Igrzyska Olimpijskie 1988
| Konkurencja      | Rundy eliminacyjne     | Rundy eliminacyjne         | Klas. końcowa |
| Konkurencja      | Przeciwnik I           | Przeciwnik II              | Miejsce       |
| ---------------- | ---------------------- | -------------------------- | ------------- |
| 74 kg styl wolny | Haitham Jibara (IRQ) P | Claudiu Tămăduianu (ROU) P | 24.           |